# Euclasta gigantalis
Euclasta gigantalis là một loài bướm đêm trong họ Crambidae.